# Boeica porosa
Boeica porosa är en tvåhjärtbladig växtart som beskrevs av Charles Baron Clarke. Boeica porosa ingår i släktet Boeica och familjen Gesneriaceae. Inga underarter finns listade i Catalogue of Life.